# Pamela Wallace
Pamela Wallace (Exeter, 1949) è una scrittrice e sceneggiatrice statunitense. È stata insignita dell'Oscar alla migliore sceneggiatura originale all'edizione 1986 degli Academy Awards, insieme a William Kelley e Earl W. Wallace, per il film Witness - Il testimone. La Wallace ha scritto 25 romanzi, anche usando gli pseudonimi Pamela Simpson e Dianne King. 

## Sceneggiature
Pamela Wallace co-scrisse la sua prima sceneggiatura nei primi anni ottanta. Fu rifiutata più volte prima di essere prodotta da Edward S. Feldman. Il film che ne derivò, Witness - Il testimone, uscì nel 1985 interpretato da Harrison Ford e Kelly McGillis. La Wallace ricevette un Oscar come Miglior Sceneggiatura Originale nel 1986. La sceneggiatura vinse anche il Mystery Writers of America e il Writers Guild of America. Il Writers Guild successivamente nominò Witness nella sua lista delle 101 Migliori Sceneggiature.
Alla fine degli anni ottanta, Wallace collaborò con la collega Madeline DiMaggio su una sceneggiatura che intitolarono "If The Shoe Fits" (Se la scarpa calza). Venne girato un film con budget ridotto che a malapena assomigliava alla sceneggiatura originale. Alla Wallace fu data l'opportunità di togliere il suo nome dai titoli di coda, ma decise di tenere il nome per il so curriculum, anche se il film non le piaceva.
Alla fine degli anni novanta, Wallace era una delle sceneggiatrici di maggior successo. Scrisse la prima parte del pluripremiato film della HBO del 1996 Tre vite allo specchio.  L'anno seguente, Borrowed Hearts divenne uno dei film più visti della CBS.
Wallace, inoltre, adattò uno dei suoi romanzi, Straight From the Heart in una sceneggiatura per Hallmark Channel. Il film che ne uscì (Straight from the Heart) divenne uno dei più visti della rete nel 2003. Scrisse anche la sceneggiatura del film del 2006 Though None Go with Me, interpretato da Cheryl Ladd, sempre per Hallmark Channel. Per questo canale ha scritto molti altri film.

## Romanzi
Wallace ha scritto 25 romanzi rosa. Questi sono stati pubblicati a suo nome e con gli pseudonimi di Dianne King e Pamela Simpson. Il secondo pseudonimo nasce dalla collaborazione con Carla Simpson, che aveva scritto in precedenza undici romanzi storici con lo pseudonimo di Quinn Taylor Evans. Alla fine degli anni novanta la coppia tre romanzi rosa contemporanei. I romanzi furono tradotti in sette lingue. Due di questi Fortune's Child e Partners in Time forse diventeranno anche dei film.
Nel 2000 Wallace scrisse un libro nonfiction intitolato You Can Write a Screenplay. La scrittrice narra la propria esperienza a Hollywood, il libro porta il lettore attraverso l'intero processo creativo della sceneggiatura, partendo dall'idea iniziale. Ci sono anche dei suggerimenti per scrivere una sceneggiatura, come pure consigli su come vendere il lavoro finito.

## Produttrice
È stata produttrice esecutiva della serie televisiva Beyond the Break, come anche dei film per la televisione Last Chance Cafe e A Very Merry Daughter of the Bride.

## Filmografia
- Love's Unending Legacy (2007) (TV)
- Last Chance Cafe (2006) (TV)
- Though None Go with Me (2006) (TV)
- Meet the Santas (2005) (TV) (personaggi)
- Single Santa Seeks Mrs. Claus (2004) (TV)
- Straight From the Heart (2003) (TV)
- Borrowed Hearts (1997) (TV)
- Alibi (1997) (TV)
- Tre vite allo specchio (1996) (TV) (parte "1952")
- A Murderous Affair: The Carolyn Warmus Story (1992) (TV)
- If the Shoe Fits (1990) (TV)
- Tears in the Rain (1988) (TV)
- Witness - Il testimone (1985)

## Opere

### Fiction
- Dream Lost, Dreams Found
- Love with the Perfect Stranger
- Straight From the Heart

#### Con lo pseudonimo Pamela Simpson
- Fortune's Child (con Carla Simpson)
- Partners in Time (con Carla Simpson)

### Non-fiction
- You Can Write a Screenplay (2000)